# Kōki Wakasugi
Kōki Wakasugi (japanisch 若杉 好輝 Wakasugi Kōki; * 8. November 1995 in Yamanashi) ist ein japanischer Fußballspieler.

## Karriere
Wakasugi erlernte das Fußballspielen in der Jugendmannschaft von Ventforet Kofu. Seinen ersten Vertrag unterschrieb er 2014 bei Ventforet Kofu. Der Verein spielte in der höchsten Liga des Landes, der J1 League. Im Juni 2015 wurde er an Saurcos Fukui ausgeliehen. 2017 kehrte er zu Ventforet Kofu zurück. 2018 wechselte er zu Tochigi Uva FC (heute: Tochigi City FC).